# Comando Aéreo Estratégico
El Mando Aéreo Estratégico (en inglés: Strategic Air Command; SAC) fue mando específico del Departamento de Defensa de los Estados Unidos y un mando mayor de la Fuerza Aérea de los Estados Unidos. El SAC fue la unidad operativa a cargo de los bombarderos estratégicos basados en tierra y del arsenal nuclear estratégico de misiles balísticos intercontinentales (ICBM) desde 1946 hasta 1992. El SAC también controlaba las infraestructuras necesarias para apoyar las operaciones de los bombarderos estratégicos y de los ICBM, como son aviones cisterna para reabastecimiento en vuelo de los bombarderos, avión de reconocimiento estratégico, aviones de puesto de mando, y hasta 1957, cazas de escolta.